# 河鍋暁翠
河鍋 暁翠（かわなべ きょうすい、慶応3年12月10日〈1868年1月4日〉 - 昭和10年〈1935年〉5月7日）は、明治時代から昭和時代初期の日本画家、浮世絵師。

## 来歴

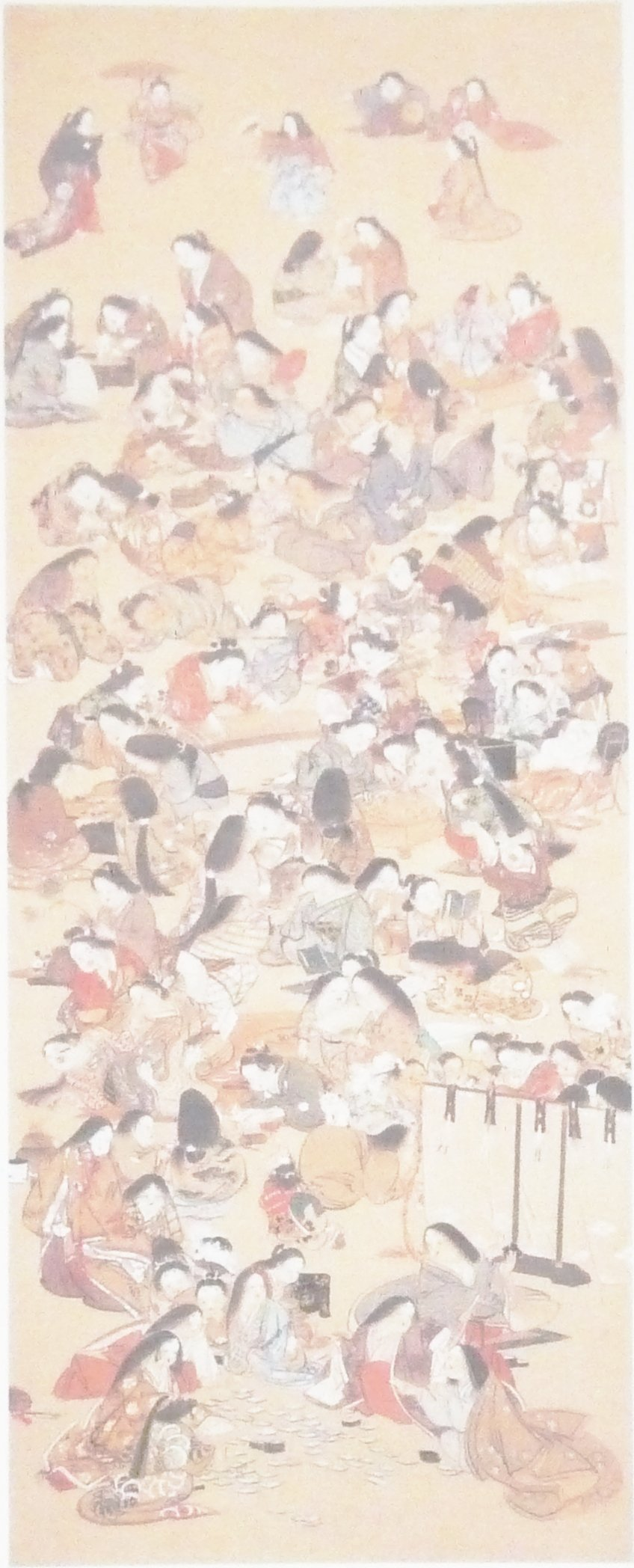
百福図（1890年）河鍋暁斎記念美術館蔵

浮世絵師で狩野派の絵師であった河鍋暁斎の門人で、暁斎3番目の妻ちかとの間に生まれた長女。名はとよ、初め暁辰と号す。江戸生まれ。数え5歳の頃、父に「柿に鳩の図」（河鍋暁斎記念美術館蔵）の手本を与えられ、日本画の手ほどきを受け始めた。暁翠はこの手本を生涯大事にしていたという。17歳の時には第2回内国絵画共進会に出品するまでの実力を備えていた。『河鍋暁斎絵日記』には彩色を手伝ったり、時に代稽古に出かける姿がしばしば描かれている。
その後も明治20年代にはいくつかの展覧会に出品し、その彩色を評価され、内国絵画共進会や内国勧業博覧会で入選する。明治21年（1888年）土佐派・住吉派の絵師山名貫義に弟子入り、父の狩野派とは異なる流派を学び、明治22年（1889年）22歳の時に父暁斎と死別している。明治24年（1891年）、美術展覧会に川鍋とよ として「佳人詠落花図」を出品し、褒状二等を受賞している。明治29年（1896年）日本美術協会会員にもなっている（亡くなるまで在籍）。明治35年（1902年）、東京女子美術学校（現・女子美術大学）開校の翌年、父の弟子だった島田友春の代わりに初の女性教授となる。この時の教え子に、山脇敏子がいる。この間、明治40年代までは錦絵や挿絵本も出版するなど、画家として幅広い活動を繰り広げていた。
明治37年（1904年）宮城県仙台市出身で慶應義塾・アメリカ スタンフォード大学で経済学を修めた高平常吉と結婚。神田和泉町の借家から台東区上野池之端七間町に新居を構えた。明治43年（1910年）娘 よしの誕生以前に女子美術学校を退職する。大正4年（1915年）夫の常吉と別居、円満離婚。娘 よしを河鍋姓にし養育する。生来の控えめな性格も手伝ってか、展覧会活動等は少なくなり、皇室や良家の子女や趣味人に教える個人教授が、活動の主体となっていった。暁翠は盆石「湖月遠山流」家元という一面もあり、画家らしく白砂を染める「色砂」や砂を盆に張り付ける「留砂」に工夫をしたという。しかし晩年、家元株を有力な門弟3人に分け与えたという。昭和10年（1935年）出稽古先で脳溢血となり、死去。享年68。戒名は大法院妙聞日豊大姉。谷中瑞輪寺塔中正行院に葬られる。

## 画風
暁翠は父の画風を受け継ぎながら美人画や能画を能くしたが、その作品は少ない。浮世絵研究者飯島虚心は「翁（暁斎）の筆と比べて殆ど異なる所なきが如し」「最も彩色に長ぜり」と評している（飯島虚心『河鍋暁斎翁伝』）。作品としては「鐘馗」、「七福神辰年図」などが挙げられる。「七福神辰年図」は3枚続の絵で、大黒天が恵比寿、寿老人、おかめの前で辰の絵を描いている場面を描いている。また肉筆で「百福図」と題して多くのお多福の絵を描いている。「地獄太夫図」は和泉国堺の高須町の遊廓にいた遊女の地獄太夫を描いており、この地を訪れた一休和尚が「聞きしより見ておそろしき地獄哉」と詠みかけると、「活来る人もおちざらめやも」と付け句した才女であったといわれる。諸派を学んだ暁翠であるが、弟子の小熊忠一から何派を名乗ればいいかと尋ねられると、即座に「狩野派です」と答えたという。
門人に佐藤暁関、綾部暁月、小熊忠一がいる。

## 作品

### 錦絵
- 「毘沙門天寅狩之図」 大判3枚続 河鍋暁斎記念美術館、山口県立萩美術館・浦上記念館所蔵 明治22年（1889年） 武川清吉版
- 「女礼式歌合」 大判3枚続
- 「七福神辰年之図」  大判3枚続　プーシキン美術館所蔵　明治24年（1891年）
- 「巳年の福神遊」 大判3枚続 悳俊彦コレクション 明治25年（1892年） 武川清吉版
- 「五節句之内 皐月」 大判3枚続 悳俊彦コレクション 明治25年 武川卯之吉版 ※「花月」、「皐月」、「文月」、「菊月」の4点が知られる。

### 肉筆画
| 作品名                | 技法                 | 形状・員数 | 寸法（縦x横cm）                                 | 所有者                     | 年代                    | 落款・印章                      | 備考                                       |
| --------------------- | -------------------- | ---------- | ----------------------------------------------- | -------------------------- | ----------------------- | ------------------------------- | ------------------------------------------ |
| 地獄太夫図            | 絹本着色             |            |                                                 | ニューオータニ美術館       |                         |                                 |                                            |
| 寛永時代美人図        | 絹本着色             | 1幅        | 119.3x50.8                                      | 河鍋暁斎記念美術館         | 大正5年（1916年）4月1日 |                                 |                                            |
| 不動明王図            | 絹本着色             | 1幅        | 139.2x52.2                                      | 河鍋暁斎記念美術館         | 大正12年（1923年）以前  |                                 |                                            |
| 紫式部・清少納言図    | 絹本着色             | 双幅       | 104.5x40.5（紫式部図） 104.1x40.2（清少納言図） | 河鍋暁斎記念美術館         | 制作年不詳              |                                 | 図様は『前賢故実』に倣う。                 |
| 天の岩戸              | 絹本着色             | 双幅       | 96.0x39.5（右幅） 105.0x40.0（左幅）            | 河鍋暁斎記念美術館         |                         |                                 | 暁斎の下絵あり                             |
| 百猩々                | 絹本着色             | 1幅        | 153.3x71.7                                      | 河鍋暁斎記念美術館         |                         |                                 |                                            |
| 美女と鬼の相合い傘    | 絹本着色             |            | 104.8x35.8                                      | 河鍋暁斎記念美術館         |                         |                                 |                                            |
| 鶴を抱く福女図        | 絹本着色             |            |                                                 | 河鍋暁斎記念美術館         |                         |                                 |                                            |
| 百福の宴              | 絹本着色             | 1幅        | 121.0x55.3                                      | 河鍋暁斎記念美術館         | 制作年不詳              | 款記「暁斎」                    | 暁斎落款をもつが、作風などから暁翠の作品。 |
| 百福図                | 絹本着色             | 1幅        | 126.4x50.7                                      | 河鍋暁斎記念美術館         | 制作年不詳              | 無款                            |                                            |
| 猫を抱く美人          | 紙本淡彩             |            |                                                 | 河鍋暁斎記念美術館         |                         |                                 |                                            |
| 鏡を持つ美女          | 紙本淡彩             |            |                                                 | 河鍋暁斎記念美術館         |                         |                                 |                                            |
| 納涼美人              | 絹本着色             |            |                                                 | 河鍋暁斎記念美術館         |                         |                                 |                                            |
| 八重桜と鳥            | 絹本着色             | 1幅        | 113.2x36.9                                      | 河鍋暁斎記念美術館         | 制作年不詳              |                                 |                                            |
| 日光写生 中禅寺湖の夏 | 紙本墨画（一部着色） |            |                                                 | 河鍋暁斎記念美術館         |                         |                                 |                                            |
| 秋草と雀              | 板地着色             | 板絵       |                                                 | 河鍋暁斎記念美術館         |                         |                                 |                                            |
| 雪の春日大社と鹿      | 絹本着色             | 色紙       |                                                 | 河鍋暁斎記念美術館         |                         |                                 |                                            |
| 擣衣玉川図            | 絹本墨画             |            |                                                 | 河鍋暁斎記念美術館         |                         |                                 | 画稿                                       |
| 三笠山 写生           | 紙本墨画（一部着色） | 画巻       |                                                 | 河鍋暁斎記念美術館         |                         |                                 |                                            |
| 紫式部図              | 絹本着色             | 1幅        | 117.2x42.4                                      | 実践女子大学香雪記念資料館 |                         | 款記「暁翠画」/「暁翠」朱文方印 |                                            |
| 文読む美人図          | 絹本着色             |            |                                                 | 個人（日本国外）           |                         |                                 |                                            |

## 河鍋暁翠を題材とした作品

### 小説
- 『星落ちて、なお』澤田瞳子、2021年5月、文藝春秋[7][8][9]。